# Copa Centro-Oeste 2001
Die Copa Centro-Oeste 2001 war die dritte Ausgabe eines ehemaligen brasilianischen Fußballwettbewerbs. Dieser wurde vom nationalen Verband CBF organisiert und fand vom 17. Januar bis 24. März 2001 statt.
Das Turnier war eines von mehreren regionalen Turnieren. Es diente der Ermittlung eines Teilnehmers für die Copa dos Campeões (CBF). Der Sieger aus diesem Wettbewerb qualifizierte sich für die Teilnahme am wichtigsten südamerikanischen Turnier im Fußball der Copa Libertadores 2002.

## Teilnehmer
Die acht Teilnehmer kamen aus den Bundesstaaten Distrito Federal do Brasil, Espírito Santo, Goiás, Mato Grosso, Mato Grosso do Sul, und Tocantins.
Die Teilnehmer waren:
| Bundesstaat        | Klub              |
| ------------------ | ----------------- |
| Distrito Federal   | Bandeirante EC    |
| Distrito Federal   | SE Gama           |
| Espírito Santo     | SD Serra FC       |
| Goiás              | Goiás EC          |
| Goiás              | Vila Nova FC      |
| Mato Grosso        | SER Juventude     |
| Mato Grosso do Sul | EC Comercial (MS) |
| Tocantins          | Palmas FR         |

## Gruppenphase

### Gruppe A
| Pl. | Verein         | Sp. | S | U | N | Tore    | Diff. | Punkte |
| --- | -------------- | --- | - | - | - | ------- | ----- | ------ |
| 1.  | Goiás EC       | 6   | 6 | 0 | 0 | 023:600 | +17   | 18     |
| 2.  | SD Serra FC    | 6   | 2 | 0 | 4 | 012:130 | −1    | 06     |
| 3.  | EC Comercial   | 6   | 2 | 0 | 4 | 006:900 | −3    | 06     |
| 4.  | Bandeirante EC | 6   | 2 | 0 | 4 | 000:170 | −17   | 06     |

|  | Qualifiziert für das Halbfinale |

| Spiel       | Datum       | Stadion                                     | Heimmannschaft | Ergebnis | Gastmannschaft |
| ----------- | ----------- | ------------------------------------------- | -------------- | -------- | -------------- |
| 1. Spieltag | 17. Januar  | Estádio Universitário Pedro Pedrossian      | EC Comercial   | 0:1      | Goiás EC       |
| 1. Spieltag | 18. Januar  | Estádio Nacional de Brasília Mané Garrincha | Bandeirante EC | 1:0      | SD Serra FC    |
| 2. Spieltag | 24. Januar  | Estádio Serra Dourada                       | Goiás EC       | 4:0      | Bandeirante EC |
| 2. Spieltag | 25. Januar  | Estádio Engenheiro Alencar Araripe          | SD Serra FC    | 3:0      | EC Comercial   |
| 3. Spieltag | 31. Januar  | Estádio Engenheiro Alencar Araripe          | SD Serra FC    | 2:4      | Goiás EC       |
| 3. Spieltag | 3. Februar  | Estádio Nacional de Brasília Mané Garrincha | Bandeirante EC | 2:0      | EC Comercial   |
| 4. Spieltag | 7. Februar  | Estádio Serra Dourada                       | Goiás EC       | 6:3      | SD Serra FC    |
| 4. Spieltag | 7. Februar  | Estádio Universitário Pedro Pedrossian      | EC Comercial   | 4:0      | Bandeirante EC |
| 5. Spieltag | 10. Februar | Estádio Universitário Pedro Pedrossian      | EC Comercial   | 2:1      | SD Serra FC    |
| 5. Spieltag | 14. Februar | Estádio Nacional de Brasília Mané Garrincha | Bandeirante EC | 1:6      | Goiás EC       |
| 6. Spieltag | 21. Februar | Estádio Serra Dourada                       | Goiás EC       | 2:0      | EC Comercial   |
| 6. Spieltag | 1. März     | Estádio Engenheiro Alencar Araripe          | SD Serra FC    | 3:0      | Bandeirante EC |

### Gruppe B
| Pl. | Verein        | Sp. | S | U | N | Tore    | Diff. | Punkte |
| --- | ------------- | --- | - | - | - | ------- | ----- | ------ |
| 1.  | Vila Nova FC  | 6   | 4 | 1 | 1 | 012:800 | +4    | 13     |
| 2.  | SE Gama       | 6   | 3 | 1 | 2 | 009:400 | +5    | 10     |
| 3.  | Palmas FR     | 6   | 1 | 3 | 2 | 005:700 | −2    | 06     |
| 4.  | SER Juventude | 6   | 0 | 3 | 3 | 005:120 | −7    | 03     |

|  | Qualifiziert für das Halbfinale |

| Spiel       | Datum       | Stadion                                     | Heimmannschaft | Ergebnis | Gastmannschaft |
| ----------- | ----------- | ------------------------------------------- | -------------- | -------- | -------------- |
| 1. Spieltag | 17. Januar  | Estádio Serra Dourada                       | Vila Nova FC   | 3:2      | SER Juventude  |
| 1. Spieltag | 18. Januar  | Estádio Nilton Santos (Palmas)              | Palmas FR      | 2:0      | SE Gama        |
| 2. Spieltag | 24. Januar  | Estádio Nacional de Brasília Mané Garrincha | SE Gama        | 2:0      | Vila Nova FC   |
| 2. Spieltag | 25. Januar  | Estádio Asa Delta                           | SER Juventude  | 1:1      | Palmas FR      |
| 3. Spieltag | 31. Januar  | Estádio Serra Dourada                       | Vila Nova FC   | 4:1      | Palmas FR      |
| 3. Spieltag | 3. Februar  | Estádio Asa Delta                           | SER Juventude  | 0:5      | SE Gama        |
| 4. Spieltag | 7. Februar  | Estádio Nacional de Brasília Mané Garrincha | SE Gama        | 0:0      | SER Juventude  |
| 4. Spieltag | 7. Februar  | Estádio Nilton Santos (Palmas)              | Palmas FR      | 1:1      | Vila Nova FC   |
| 5. Spieltag | 11. Februar | Estádio Nilton Santos (Palmas)              | Palmas FR      | 1:1      | SER Juventude  |
| 5. Spieltag | 14. Februar | Estádio Serra Dourada                       | Vila Nova FC   | 2:1      | SE Gama        |
| 6. Spieltag | 22. Februar | Estádio Nacional de Brasília Mané Garrincha | SE Gama        | 1:0      | Palmas FR      |
| 6. Spieltag | 22. Februar | Estádio Asa Delta                           | SER Juventude  | 1:2      | Vila Nova FC   |

## Finalrunde

### Turnierplan
|  | Halbfinale                 | Halbfinale   | Halbfinale | Halbfinale | Halbfinale |  |  | Finale | Finale       | Finale | Finale | Finale |
|  |                            |              |            |            |            |  |  |        |              |        |        |        |
|  |                            |              |            |            |            |  |  |        |              |        |        |        |
|  | Distrito Federal do Brasil | SE Gama      | 2          | 2          | 4          |  |  |        |              |        |        |        |
|  | Goiás                      | Goiás EC     | 4          | 1          | 5          |  |  |        |              |        |        |        |
|  |                            |              |            |            |            |  |  | Goiás  | Goiás EC     | 1      | 1      | 2      |
|  |                            |              |            |            |            |  |  | Goiás  | Vila Nova FC | 0      | 1      | 1      |
|  | Espírito Santo             | SD Serra FC  | 2          | 1          | 3          |  |  |        |              |        |        |        |
|  | Goiás                      | Vila Nova FC | 1          | 2          | 3          |  |  |        |              |        |        |        |
|  |                            |              |            |            |            |  |  |        |              |        |        |        |

### Halbfinale

#### Hinrunde
| Paarung  | SE Gama – Goiás EC                                    |
| Ergebnis | 2:0                                                   |
| Datum    | 28. Februar 2001                                      |
| Stadion  | Estádio Nacional de Brasília Mané Garrincha, Brasília |
| Tore     | unbekannt                                             |

| Paarung  | SD Serra FC – Vila Nova FC                    |
| Ergebnis | 2:1                                           |
| Datum    | 7. März 2001                                  |
| Stadion  | Estádio Engenheiro Alencar Araripe, Cariacica |
| Tore     | unbekannt                                     |

#### Rückrunde
| Paarung  | Goiás EC – SE Gama             |
| Ergebnis | 4:2                            |
| Datum    | 7. März 2001                   |
| Stadion  | Estádio Serra Dourada, Goiânia |
| Tore     | unbekannt                      |

| Paarung  | Vila Nova FC – SD Serra FC     |
| Ergebnis | 2:1                            |
| Datum    | 14. März 2001                  |
| Stadion  | Estádio Serra Dourada, Goiânia |
| Tore     | unbekannt                      |

Nachdem Hin- und Rückspiel zwischen Vila Nova und Serra 2:1 endeten, wurde Vila Nova aufgrund des besseren Abschneidens in der Gruppenphase zum Sieger erklärt.

### Finale

#### Hinspiel
| Vila Nova FC                                     | Vila Nova FC                                                               | Goiás EC                                                                   | Goiás EC |
| ------------------------------------------------ | -------------------------------------------------------------------------- | -------------------------------------------------------------------------- | -------- |
| Vila Nova FC                                     | \| 24. März 2001 in Goiânia (Estádio Serra Dourada) \| \| Ergebnis: 0:1 \| | \| 24. März 2001 in Goiânia (Estádio Serra Dourada) \| \| Ergebnis: 0:1 \| | Goiás EC |
| Vila Nova FC                                     | 0:1 Araújo                                                                 |                                                                            | Goiás EC |
| 24. März 2001 in Goiânia (Estádio Serra Dourada) |                                                                            |                                                                            |          |
| Ergebnis: 0:1                                    |                                                                            |                                                                            |          |

#### Rückspiel
| Goiás EC                                         | Goiás EC | Vila Nova FC | Vila Nova FC |
| ------------------------------------------------ | --- | --- | ------------ |
| Goiás EC                                         | \| 24. März 2001 in Goiânia (Estádio Serra Dourada) \| \| Ergebnis: 1:1 (0:0) \| \| Schiedsrichter: Carlos Simon Rio Grande do Sul \|                                     | \| 24. März 2001 in Goiânia (Estádio Serra Dourada) \| \| Ergebnis: 1:1 (0:0) \| \| Schiedsrichter: Carlos Simon Rio Grande do Sul \|                            | Vila Nova FC |
| Goiás EC                                         | Harlei – Jonathan, Fábio, Índio, Marquinhos Caruaru – Josué, Marabá, Tiago Fraga, Fernandão – Dill , Araújo Reserve Fernando Nunes , Zé Carlos , Danilo Cheftrainer: Vica | Fernando Prass – Airton, Wladimir, Hakanay, Glauco – Cléber Goiano, Donizete, Carioca, Wando – Túlio, Anderson Reserve Serginho , Dejair Cheftrainer: Arturzinho | Vila Nova FC |
| Goiás EC                                         | 1:1 59′ Josué | 0:1 59′ Serginho | Vila Nova FC |
| 24. März 2001 in Goiânia (Estádio Serra Dourada) | | |              |
| Ergebnis: 1:1 (0:0)                              | | |              |
| Schiedsrichter: Carlos Simon Rio Grande do Sul   | | |              |

## Torschützenliste
| Pl. | Nat.        | Spieler            | Klub        | Tore |
| --- | ----------- | ------------------ | ----------- | ---- |
| 1   | Brasilianer | Dill               | Goiás EC    | 10   |
| 2   | Brasilianer | Fernandão          | Goiás EC    | 5    |
|     | Brasilianer | Marquinhos Caruaru | Goiás EC    | 5    |
|     | Brasilianer | Rodriguinho        | SE Gama     | 5    |
| 5   | Brasilianer | Araújo             | Goiás EC    | 4    |
|     | Brasilianer | Igor               | SD Serra FC | 4    |